# Cenovus Energy
Cenovus Energy Inc. er et canadisk olie- og gasselskab med hovedkvarter i Calgary, Alberta.
Cenovus blev oprettet i 2009 da Encana Corporation blev delt i to virksomheder, hvor Cenovus fik fokus på oliesand.